# Ludwig II. (Loon)
Ludwig II. Graf von Loon (auch Looz) (* um 1165; † 29. Juli 1218) war Graf von Loon und beanspruchte durch Heirat die Grafschaft Holland. Er ging wechselnde Bündnisse ein, um Loon zu sichern und Holland zu beherrschen. Dies gelang nicht und er wurde schließlich ermordet.

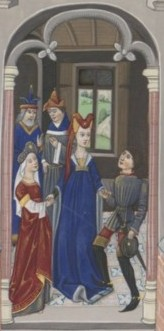
Hochzeit von Ada von Holland und Ludwig II. von Loon in einer nicht zeitgenössischen Darstellung

## Leben
Er stammte aus dem Haus der Grafen von Loon. Sein Vater war Gerhard II. von Loon (teilweise auch als Gerhard I.) bezeichnet. Die Mutter war Adelheid von Geldern.
Weil sein Vater wohl auf dem Kreuzzug Heinrich VI. 1197 verstorben war, wurde er dessen Nachfolger. Allerdings musste er das Erbe mit seinen Brüdern teilen. Er selbst bekam die eigentliche Grafschaft Loon. Die Grafschaft Rieneck in Unterfranken ging an seinen Bruder Gerhard III. von Rieneck.
Für das Handeln Ludwigs bedeutsam war, dass die Grafschaft teilweise Lehen der Herzöge von Brabant war. Diese versuchten dieses Gebiet ganz unter ihren Einfluss zu bringen. Dieser Konflikt spielte eine Rolle, weshalb Ludwig sich in der Reichspolitik engagierte, weil er hoffte, so Unterstützung zu finden.
In der Auseinandersetzung um die Nachfolge Heinrich VI. zwischen Philipp von Schwaben und Otto IV. unterstützte er 1198 zunächst Philipp. Damit stand er im Gegensatz zu seinen Lehnsherren, dem Bischof von Utrecht und den Heinrich I. von Brabant. Diese zwangen ihn 1201, die Seiten zu wechseln. Allerdings wechselte Heinrich selbst 1203 die Fronten. Dafür sprach ihm das Bistum Metz Einkünfte zu, die eigentlich Ludwig zustanden. Dieser bat daher den Bischof von Lüttich um Hilfe. Dafür trug er dem Bischof verschiedene Allodbesitzungen und Burgen zu Lehen auf und stellte den westlichen Teil der Grafschaft unter Lütticher Schutz. Damit konnte er verhindern, dass das Gebiet von Brabant beansprucht werden konnte.
Er heiratete 1203 Ada von Holland, die Tochter und Erbin von Graf Dietrich VII. von Holland. Nach der Heirat beanspruchte das Paar die Herrschaft über Holland. Sie stießen dabei auf den Widerstand eines Teils des Adels. Dieser wollte, dass Wilhelm von Friesland Graf wurde. Unterstützt wurde dieser auch von Brabant. Ada geriet bald in Gefangenschaft ihrer Gegner.
Ludwig von Loon kämpfte unterstützt von dem Bischof von Utrecht und dem Herzog vom Limburg um den Besitz Hollands und konnte einen Großteil des Landes unter seine Kontrolle bringen. Das Bündnis brach allerdings bald auseinander. Philipp von Schwaben sicherte dem Herzog von Brabant die Königsgüter zu, die Ludwig vom Reich zu Lehen hatte.
Ludwig reagierte darauf damit, dass er sich mit Philipp aussöhnte und 1205 Vasall Heinrichs von Brabant wurde. Damit stand er im Gegensatz zu seinem bisherigen Verbündeten, den Bischof von Lüttich. Im selben Jahr kam es in Brügge zu einer Übereinkunft mit Wilhelm von Friesland. Dieser sollte einen Teil des holländischen Erbes bekommen, während der Hauptteil bei Ludwig und Ada bleiben sollte. Um dazu die Zustimmung auch Brabants zu erhalten, war Ludwig bereit den größten Teil der Grafschaft Loon Heinrich von Brabant zu Lehen aufzutragen. Damit sollte Loon ganz aus dem Lehensverband Lüttichs herausgelöst werden. Dieses setzte voraus, dass er eindeutig auf die Seiten der Staufer trat. Dies erschwerte aber die Tatsache, dass Ada von ihren Bewachern an König Johann Ohneland von England ausgeliefert worden war, der ein erklärter Verbündeter des Welfen Otto IV. war.
Es gelang Ludwig 1207 Ada freizubekommen. Der Preis dafür war, dass er versprechen musste, auf die Seite Ottos zu treten. Als Geisel blieb sein Bruder Arnold in England. Gleichwohl hielt Ludwig das Versprechen nicht und trat auf die Seite von Philipp von Schwaben. Dessen Ermordung im Jahr 1208 stellte Ludwigs Politik in Frage. In der Folge unterstützte er Otto IV. Weder dieser noch später Friedrich II. belehnten ihn mit der Grafschaft Holland. Diese fiel an Wilhelm von Friesland. Ludwig wurde vergiftet. Nur wenig später wurde auch sein Bruder und Nachfolger Heinrich ermordet. Sein Bruder Arnold konnte 1216 aus England fliehen und wurde Graf von Loon.